# RTL (Magyarország)
Az RTL (korábban: RTL Klub) egy magyarországi, országos, földfelszíni, műholdas kereskedelmi televízióadó. Magyarország két legjelentősebb kereskedelmi tévécsatornájának egyike és a hazai filmgyártás egyik jelentős résztvevője. A csatornát üzemeltető Magyar RTL Televízió Zrt. (röviden M-RTL Zrt.) Magyarországon bejegyzett társaság, amely a luxemburgi RTL Group konszern tulajdonában van.
A csatorna tesztadása 1997. október 7-én indult el (3 nappal a konkurens TV2 indulása után). Hivatalosan október 27-én kezdte meg adását. Indulásától kezdve a TV2 közvetlen konkurenciája.
A csatorna 2022. október 22-től RTL néven folytatja tovább működését, egy teljesen új arculattal, az anyacég RTL Group új stílusvilágával összhangba hozva.

## Története
Bővebben: Az RTL Magyarország médiacég története
Az M-RTL Rt. által működtetett RTL Klub televízióadó a kísérleti adást 1997. október 7-én kezdte meg, az alatt régi magyar filmeket és kisebb blokkokat sugároztak, például híreket vagy zenéket, majd október 27-én indult a hivatalos műsor. A csatorna nevét 1997. április 11-én, míg a csatorna logóját pedig 1 héttel a hivatalos adás indulása után, november 4-én védették le a Szellemi Tulajdon Nemzeti Hivatalánál.
2014-ben a cég a televíziós piac átalakulása, illetve részben a reklámadó bevezetése miatt tárgyalásokat kezdett azon műsorszolgáltatókkal, amelyek előfizetési díj ellenében biztosítják nézőiknek a csatorna műsorát, hogy 2015-től pénzt kérjen az RTL tartalmaiért.
2023-ban megszerezte az M4 Sporttól a Bajnokok Ligája közvetítési jogokat, így 2024-2025-ös szezontól kezdve, 3 éven át, az RTL fogja adni a játéknapok legrangosabb mérkőzéseit, köztük a döntőt is.

## Saját gyártású műsorai
Mint bármely más, hasonló nagyságú televíziós piacon működő kereskedelmi csatorna esetében itthon is a megvásárolt külföldi formátumok adaptálása a jellemző.
A hétköznap reggeleket a reggeli műsorok, délutánt a külföldi telenovellák (kezdetben csak latin–amerikai, 2010-es évektől török is) a főműsoridőt a híradó, saját szappanopera (2021-ig) majd szórakoztató reality- vagy showműsorok jellemzik.

## Arculata

A csatorna 2005. december 24. 19:00-ig használt színes logója RTL Klubként

A kísérleti adás első két napján (1997. október 7-9.) az on-screen logóban látható RTL szó átlátszó volt, ezután fehér színű lett és az R betű kinézete módosult, amely az év november közepéig volt látható.
A kísérleti adás idején a rekláminzert központjában a szem állt, az igazi adás kezdetétől december közepéig az arcportrés váltotta fel. 1997 decemberének második felében bevezették az első karácsonyi arculatot, majd az év december végétől 1998 január elejéig a szilveszteri (avagy a tűzijátékos) rekláminzert volt látható. 1998 januárjának első felében a rekláminzert háttere rózsaszín volt, majd ismét arculatváltás történt. 1998 június közepén módosították az on-screen logót.
1998 októberében debütált a kék-sárga színvilágú arculat. 1999 szeptember elején ezt követte a tűzből, vízből és egy szemből álló arculat. A csatorna akkori mottója a "Mindenki minket néz" volt.
2001. december 17-én reggel felváltotta az emberes-szemes arculat, amelynek a tervezője a Dogfish Studio volt.
A csatorna 2002 júliusától 2019. március 22-ig elválasztó inzerteket is használt a reklámok között, a 2001-es és a 2003-as arculatban hangjelzéssel.
2003. április 20-án ismét arculatváltás történt. Előzménye az volt, hogy 2003 április elejétől a reklámok között Naná többször is felbukkant a képernyőn. A Naná! arculat színes volt, centrális építőköve az apró életképek voltak. Két figura határozta meg az akkori RTL Klubot: Naná, az absztrakt emberszerű lény, aki az identekben különbözőféle szituációkat élt át, illetve a csirkés fiú, aki a becenevét a kezében lévő sípoló gumicsirkéről kapta. 2025. július 18-án a csirkés fiúhoz köthető "Szerintem." reklámkampány Gyémánt Penge díjat kapott ikonikus humora és akkoriban formabontó prezentációja miatt.
2005. december 24-én 19:00-kor újabb arculatváltással szimbolikusan eltemették a csirkés fiút és a korábbi piros-fehér-zöld színű RTL Klub logót felváltotta a 2022. október 22-ig használt fekete-fehér színű változat, a korábbi nemzeti színű verziót pedig fokozatosan kivezették a média és reklámfelületekről. Ezen kívül csak a méretét változtatták, illetve a trendekhez alkalmazkodva stilizálták. A reklámelválasztó inzertek innentől kezdve már hang nélkül készültek.
A 2005 karácsonyától 2008. június 1-ig, a 2008-as Nemzeti Vágta első reklámszünetéig használt arculatban a központi elem újra a szem lett, melyet egy kék-ezüst-piros színvilág, hétköznapi életképek és hi-tech életérzést keltő aláfestő zene kísért, az ajánló- és reklámblokkok végén pedig besúgták a csatorna nevét, éppúgy, mint az addigi arculatokban 1999-től kezdve. Az arculatot érték már kritikák, mert hasonlóan a korábbi szemes arculatokhoz, a nézőket figyelő szem, a rideg színek és a sokak számára ijesztő aláfestő zene miatt sok kisebb gyereket félemlített meg a csatorna akkori látványvilága. Az azután következő arculatban Magyarország különböző nevezetességei és tájegységei fölött úsztak be a logó betűi, apró darabokból felépítve. A csatorna 2008-tól 2017-ig használt arculatát az argentin Punga TV munkatársai készítették, akik annak idején az RTL Klub mellett a (jelenleg RTL Három néven futó) Poén!, a Reflektor TV, a Sorozat+, a Film+ és a 2017-ben megszűnt Film+ 2 arculatát is készítették.
2011. augusztus 29-től a csatorna 16:9-es képarányra állt át, ezzel egy időben megújult a Híradó, és néhány saját gyártású műsor díszlete és főcíme is. Az RTL 2013. február 11-én indította el HD adását, melyet kezdetben kétféle logó jelölt: a teli HD-s logó a valódi HD-t, míg az üres HD-s logó a nem HD-ban készült, de HD-nek minősülő képet jelezte. A 2017-es arculatváltáskor a kétféle HD jelölést vezették ki, majd a 2022-es arculatváltáskor végleg megszűnt a HD jelölés. Ez a műsor csak egyes szolgáltatóknál, külön előfizetési díj ellenében érhető el.
A csatorna az 1997-es indulásától 2006. március 19-ig éjszakai műsorszünettel sugárzott, majd 2006. március 20. és 2006. szeptember 11. között 24 órás volt. 2006. szeptember 12-től gazdasági okok miatt az RTL újra éjszakai műsorszünettel sugárzott egészen 2013. december 31-ig. 2014. január 1-je óta a csatorna ismét – és immár véglegesen – 24 órás.
Utolsó arculatát RTL Klub név alatt 2017. október 2-án kapta, a csatorna 20 éves fennállása alkalmából, melyben a színes képvilág, a csíkokból felépülő logó és az absztrakt életképek domináltak. Az arculatot a magyar Play Dead stúdió készítette, akik a régi Klip Klub műsor grafikáit is készítették.
2022. szeptember 2-án a cég bejelentette a csatorna átnevezését, illetve az arculatváltását. A csatorna 2022. október 22-én 20:40-kor, az X-Faktor első reklámszünetében, a csatorna 25. születésnapjának alkalmából (habár a hivatalos adás október 27-én indult) bevezették az új nevet (RTL) és az RTL United 1.0 arculatot, amely már jobban beleilleszkedett a nemzetközi RTL brand-be. A magyar verzió jelenlegi arculata hasonló a német és holland testvércsatornákéhoz. Az RTL United 1.0-ban a fő elem a három különböző színű logó volt a háttér alapján, illetve a csatorna műsorvezetőit bemutató és/vagy műsorait jellemző lassított felvételek. A csatorna magyar arculatváltozatát az Artificial Group tervezte. A cég születésnapi megújulása során három testvércsatornája (RTL Kettő, RTL Három és RTL Gold) is új arculatot kapott, előbbi két csatorna pedig új nevet is, utóbbi pedig csak simán arculatot váltott.
2024. szeptember 27.-én 19:45-kor a Fókusz után és a Fort Boyard – Az erőd előtt újabb arculatváltás történt; bevezették az RTL United 2.0 arculatot, ami új sorozatokkal, nagyszabású műsorokkal és házigazdákkal frissíti az RTL 2022-ben bevezetett márkaidentitását, melyben szerepelnek Istenes Bence (fotózkodós, korábban mikrofon fogós), Sebestyén Balázs (flipperes, korábban festékes és graffitis), Nádai Anikó (Házasodna a gazda), Árpa Attila (Az Árulók – Gyilkosság a kastélyban), Kovács "Koko" István, Szujó Zoltán (Sztárbox), Erős Antónia (RTL Híradó), Kecsmár Alexandra és Gál Petra (magazinműsoros), Miller Dávid, mint a versenyzőt eljátszó férfi, Majka a női szereplővel (X-Faktor, a férfi egy informatikai, és női egy fürdőszobai elemben), illetve van egy ident, amiben a Gólkirályság szereplői A renitens színészeivel együttműködve jelennek meg. Reklám identnek maradt a varázslós és gasztronómiai, a kézfogós és természetképes ident, amelyek egyben ajánló identként is megmaradtak. Ezek az identek felépítésükben (a pattogós techno zene és az átdolgozott régi identek kivételével) már teljesen megegyeznek a német testvércsatorna "Werbung" (reklám) identjeivel, mivel az új identek nincsenek lelassítva.

## Műsorvezetők

### Jelenlegi műsorvezetők
| Műsorvezető             | Műsorai |
| ----------------------- | --- |
| Árpa Attila             | (korábban: Az Árulók – Gyilkosság a kastélyban) |
| Bányai Viktor           | RTL Híradó (korábban: Bűnös lelkek) |
| Barabás Éva             | Fókusz, Fókusz Plusz (korábban: Reggeli, Reggeli – csak csajok, Delelő, Autómánia, Ötletház, Portré) |
| Boros Krisztina         | Házon kívül (korábban: RTL Híradó, Fél Kettő) |
| Csobot Adél             | (korábban: Sztárbox) |
| Ember Márk              | Reggeli (hamarosan: Sztárbox) |
| Erős Antónia            | RTL Híradó, Praxis (korábban: Akták, Hírest) |
| Fördős Zé               | (korábban: A Konyhafőnök, A Konyhafőnök VIP, Farm, Fördős Zé Magazin, Street Kitchen, Ingatlanvadászok) |
| Gaál Áron               | Időjárás-jelentés |
| Gál Petra               | (korábban: Fókusz, Fókusz Plusz, Story Extra, Bűnös lelkek, Itthon nyaralunk) |
| Gelencsér Tímea         | (korábban: Hell Boxing Kings) |
| Gundel Takács Gábor     | (korábban: Az ugrás, 5 Arany Gyűrű) |
| Heer Orsolya            | RTL Híradó |
| Istenes Bence           | Kalandra fal! (korábban: Neked Való, Brandmánia, Vigyél el!, X-Faktor, Szenzációs Négyes, Survivor, Álarcos Énekes, Tehetség első látásra, Tippelj és vidd el!, The Voice, Fort Boyard – Az erőd) (hamarosan: Csillag Születik!) |
| Kecsmár Alexandra       | Fókusz, Fókusz Plusz (korábban: Az Év Hotele, RTL Híradó) |
| Kéri Barna              | RTL Híradó, Házon kívül |
| Kiss Norbert Ádám       | Lehetsz séf |
| Kókai Ádám              | Időjárás-jelentés |
| Kovalcsik Ildikó (Lilu) | (korábban: Az Ország Tesztje, Délutáni dzsungelparti Liluval, A Királynő, Ecopoly, Reggeli, Reggeli – csak csajok, Dominónap, A Rettegés foka, Szerelem a legfölsőbb szinteken, Való Világ, Házasodna a gazda, Csillag Születik!, X-Faktor, Keresem a családom, Cápák között)                                                                            |
| Köllő Babett            | (korábban: Határtalan szerelem) |
| Majka                   | (hamarosan: Tizenkét okos ember) (korábban: Kalandra fal!) |
| Major Eszter            | RTL Híradó |
| Miller Dávid            | (korábban: Az X-Faktor sztori, Reggeli, Éden Hotel, X-Faktor)(hamarosan: LEGO Masters) |
| Nádai Anikó             | Reggeli (korábban: Farm, Házasodna a gazda) |
| Pápai Joci              | (korábban: Kalandra fal!, X-Faktor) |
| Papp Gergely            | Reggeli (korábban: Fókusz Portré) |
| Pataki Zita             | Időjárás-jelentés (korábban: Az Év Hotele, Itthon Nyaralunk) |
| Peller Anna             | Reggeli |
| Peller Mariann          | Reggeli (korábban: Fogd a pénzt és fuss!) |
| Puskás Péter            | (korábban: Celeb vagyok, ments ki innen!, Celebrandi, LEGO Masters, Álarcos Énekes) (hamarosan: Csillag Születik!) |
| Rábai Balázs            | RTL Híradó |
| Schönekker László       | Csobbanj Velünk! (korábban: Lime, Célirány, Otthonunk Világa) |
| Simon Krisztián         | Brandmánia (korábban: Szuperzöld) |
| Sebestyén Balázs        | Kalandra fal! (korábban: A Széf, A kód, 4N4LN – A családi játszma, Balázs show, Sztárbox, Kísértés, Pókerarc, New York Poker Open, 1 perc és nyersz!, Kész átverés, X-Faktor, Való Világ, Szerelem a legfölsőbb szinteken, Vundersőn és Zuperszexi, Hungary’s Got Talent, Kicsi Óriások, Gyertek át!, A fal, Celeb vagyok, ments ki innen!, Nyerő Páros) |
| Szabados Ágnes          | Reggeli, Fókusz, Fókusz Plusz (korábban: RTL Híradó) |
| Szellő István           | RTL Híradó (korábban: Akták, Jó reggelt!) |
| Szilágyi Eszter         | Időjárás-jelentés |
| Szondi Vanda            | Reggeli |
| Szujó Zoltán            | (korábban: Reggeli, Dominónap, Sztárbox, Hell Boxing Kings, The Floor – Csak egy maradhat) |
| Tihanyi Péter           | Reggeli, Highlife |

### Korábbi műsorvezetők
| Műsorvezető             | Műsorai |
| ----------------------- | --- |
| Ábel Anita              | Reggeli |
| Aigner Szilárd          | Időjárás-jelentés |
| Alföldi Róbert          | Reggeli, Jó Reggelt!                                                                                                  |
| Alföldi Zoltán          | RTL Híradó, Házon Kívül, Antenna                                                                                      |
| Allaga Tamás            | Időjárás-jelentés |
| Antal Imre              | Szeszélyes |
| Argyelán Krisztina      | Egészségkalauz |
| Bajor Imre              | Bajor Imre show |
| Bakos Móni              | Reggeli |
| Balázs Andrea           | Celebrandi |
| Balázs Bence            | Receptklub |
| Balázs Péter            | Receptklub |
| Balázsy Panna           | Reggeli, Stella Moziklub, Delelő                                                                                      |
| Bálint Antónia          | Időjárás-jelentés |
| Baló György             | Magyarul Balóval |
| Bárdos András           | RTL Híradó, Akták, Hírest                                                                                             |
| Barta Sylvia            | Találkozások, Száz leggazdagabb magyar                                                                                |
| Batiz András            | Fókusz, Fókusz Plusz                                                                                                  |
| Beleznay Endre          | Csíííz |
| Benkő Dániel            | Kész átverés |
| Bereczki Zoltán         | Szombat Esti Láz |
| Beszeda Gábor           | 06-81-603-000, 06-91-33-44-55, 06-91-33-55-33, Reggeli Játék                                                          |
| Besztercey Judit        | Otthonunk Világa |
| Bochkor Gábor           | Kész átverés show |
| Boros Lajos             | Kész átverés show |
| Cooky                   | Kész átverés |
| Czifra Noémi            | Való Világ |
| Czollner Gyula          | Autogram |
| Cseresnyés János        | RTL Híradó, Országház                                                                                                 |
| Cserhalmi György        | Életveszélyben |
| Csipak Emese            | Fittmánia |
| Csiszár Jenő            | Heti Hetes |
| Csonka András           | Reggeli, Szeszélyes                                                                                                   |
| D. Tóth András          | Fókusz, Fókusz Plusz, RTL Híradó, Reflektor, Fél kettő, Házon kívül                                                   |
| D. Tóth Kriszta         | RTL Híradó, Akták, Hírest                                                                                             |
| Dr. Tóth Tamás          | Dr. Tóth |
| Debreczeni Zita         | Havazin |
| Déri Marcell            | Pont hu |
| Détár Enikő             | Reflektor, Találkozások                                                                                               |
| Dusicza Ferenc          | Szívvel lélekkel, Üzenet                                                                                              |
| Dombóvári István        | Hungary’s Got Talent, PénzÜgyesek                                                                                     |
| Dombóvári Vanda         | ÉletmódKalauz, Trendmánia, MeneTrend, Reggeli, Lifestyle, Kölyökkalauz, Dominónap, Sztárbox                           |
| Egri Dorottya           | Édes Otthon |
| Erdélyi Mónika          | Mónika show, Reggeli                                                                                                  |
| Éry-Kovács Zsanna       | Az Év Hotele |
| Fábry Sándor            | Esti showder, Legyen Ön is Milliomos!                                                                                 |
| Falusi Mariann          | Reggeli |
| Faragó Melinda          | Fittmánia |
| Farkas Betti            | Lime |
| Farkasházi Réka         | Reggeli |
| Fehér Tibor             | Reggeli |
| Frei Tamás              | A Riporter: Frei Tamás, Frei dosszié                                                                                  |
| Friderikusz Sándor      | Meglepő és mulatságos, Legyen Ön is Milliomos!, Életünk története                                                     |
| Gálvölgyi János         | Gálvölgyi show |
| Garay Annamária         | Az Év Hotele |
| Gáspár Laci             | Playback párbaj |
| Geszler Dorottya        | EgészségKalauz, StílusKalauz                                                                                          |
| Gönczi Gábor            | Fókusz, Fókusz Plusz                                                                                                  |
| Görög Zita              | Trendmánia |
| Gyetvai Éva             | Találkozások |
| Győrfi Pál              | EgészségKalauz |
| Gyulai Balázs           | Mi, Mennyi, Miért?, Autómánia                                                                                         |
| Hajdu Steve             | Reggeli, Kisdumások                                                                                                   |
| Hajós András            | Benne leszek a tévében!, A Királynő                                                                                   |
| Havas Dóra              | Lila füge, Havas Dóra – Tudatos hedonista                                                                             |
| Héder Barna             | Sztárbox |
| Heitner Orsolya         | Édes Otthon, Babakalauz                                                                                               |
| Hlács Andrea            | RTL Híradó |
| Holdampf Linda          | Randi Taxi |
| Holló Márta             | Fókusz, Fókusz Plusz, Fél kettő                                                                                       |
| Hollósi Szandra         | Havazin |
| Hommonai Fanni          | Noé kedvencei |
| Horváth Éva             | Reggeli, Dominónap |
| Horváth Rozi            | Receptklub |
| Hujber Ferenc           | Reggeli, A Királynő                                                                                                   |
| Ignáth Márk             | RTL Híradó |
| Istenes László          | Reggeli, Delelő, Autómánia                                                                                            |
| István Dániel           | Reflektor, Találkozások                                                                                               |
| Iszak Eszter            | StílusKalauz |
| Jáksó László            | Heti Hetes, Kész átverés, A Királynő                                                                                  |
| Járai Máté              | Reggeli |
| Jónás Rita              | Kölyökklub |
| Kamarás Norbert (Lali)  | Love Island |
| Kapócs Zsóka            | Szombat Esti Láz |
| Kasuba L. Szilárd       | Delelő |
| Kaszás Géza             | Receptklub |
| Katona Klári            | Reggeli, Jó Reggelt!                                                                                                  |
| Keleti Andrea           | Reggeli |
| Kéri Kitty              | Kedvencek magazin |
| Kiss Imre               | PlayIT TV |
| Kócsa László            | Receptklub |
| Kolosi Péter            | Fókusz, Fókusz Plusz                                                                                                  |
| Koós János              | Koóstoló |
| Kovács Kokó István      | Sztárbox |
| Kovács Dóra             | Highlife, Havazin |
| Kovács Lázár            | Receptklub |
| Kovács Mihály           | RTL Híradó |
| Kovács Patrícia         | Nagy szám |
| Köves Andrea            | Találkozások |
| Krecz Tibor             | Szemtől szembe |
| Kumin Viktória          | RTL Híradó, Fél kettő                                                                                                 |
| Kurucz Péter            | RTL Híradó, Hírest |
| Ladinek Judit           | A Muzsika TV bemutatja!                                                                                               |
| Lakatos Márk            | Reggeli |
| Lang Györgyi            | Reggeli |
| Lékai-Kiss Ramóna       | Reggeli, X-Faktor, Celeb vagyok, ments ki innen!                                                                      |
| Liptai Claudia          | Találkozások, Csíííz, Csattanó, Mestercukrász                                                                         |
| Lóránt Gergely          | Karrier Zóna |
| Lukács Miklós           | Reggeli |
| Lutter Imre             | Sorok között Lutter Imrével                                                                                           |
| Mádai Vivien            | Reggeli, Reflektor, Nekedvaló                                                                                         |
| Marenec Fruzsina        | Reggeli Játék, Az igazi NŐ                                                                                            |
| Markovics Tamás         | Teleparty, Játékzóna, Csak egy szavadba kerül                                                                         |
| Marsi Anikó             | Fókusz, Fókusz Plusz                                                                                                  |
| Máté Krisztina          | Az első millióm története                                                                                             |
| Mautner Zsófia          | Ízes élet |
| Mazányi Eszter          | Moziklub |
| Metner Krisztina        | Időjárás jelentés |
| Molnár Andrea           | Édes Otthon, Édesítő, Havazin                                                                                         |
| Molnár Karesz           | Pacsi |
| Nagy Alexandra          | Kalandozó, Édesítő, Édes Otthon                                                                                       |
| Nagy Sándor             | 4ütem, Csillag születik, Reggeli, Mozi klub, Találkozások, Autogram                                                   |
| Nagy Zsolt Leo          | Reggeli |
| Niedermayer Edit        | Randevú Edittel, Élettér                                                                                              |
| Novák Péter             | Reggeli, Jó Reggelt!, Tébolygó                                                                                        |
| Ördög Nóra              | Reggeli, Reggeli – csak csajok, X-Faktor, Csillag születik, Szombat Esti Láz, Kölyökklub, Top of the Pops, A Királynő |
| Palotás Petra           | Bravo TV, Klip Klub, MeneTrend Itthon, Ötletház, Reggeli                                                              |
| Pánczél Andrea          | Reflex |
| Pataky Péter            | Ízes élet |
| Péter Petra             | Reggeli |
| Pintér Adrienn          | Noé kedvencei, Reflektor                                                                                              |
| Pokrivtsák Mónika       | Meri vagy nem meri? Mire gondolok? Joker, Teleparti, Találkozások, Játék Zóna, Delelő                                 |
| Proksa Szandra          | KölyökKalauz |
| Prokopp Dóra            | Dóra ajánlja, Dóra mozija                                                                                             |
| Puskás-Dallos Bogi      | Celebrandi |
| Pusztai Olivér          | StílusKalauz |
| Reviczky Gábor          | Kész átverés show |
| Sárosdy Eszter          | RTL Híradó |
| Schweitzer-Molnár Ágnes | KölyökKalauz |
| Simon Gergő             | Időjárás-jelentés |
| Somogyi Zoltán          | ÉletmódKalauz, 8:08 – Minden reggel, Stíluskalauz, Magyarország legszebb városai, Lifestyle                           |
| Stohl András            | Reggeli, Csillag születik, Szombat Esti Láz, Iker Show, Való Világ, Survivor, A Királynő                              |
| Szabó Zsófi             | Reggeli, Story Extra, Playback Párbaj, Toplista                                                                       |
| Szakál Miklós           | 06-81-320-320, 06-81-603-000, 06-91-33-44-55, 06-91-33-55-33, Reggeli Játék                                           |
| Szalay Krisztina        | Várom a párom |
| Szani Roland            | Egészségkalauz |
| Szemző Fruzsina         | Spirit |
| Szily Nóra              | Reggeli, Jó Reggelt!, Esti mesék                                                                                      |
| Szorcsik Viktória       | Az Év Hotele |
| Teszári Nóra            | 8 óra 8 minden reggel                                                                                                 |
| Tokár Tamás             | Fókusz, Fókusz Plusz, Őszinte ingatlanos, Lakásleckék                                                                 |
| Tomán Szabina           | A segítség házhoz jön                                                                                                 |
| Tuka Nikoletta          | Kalandozó, Édesítő |
| Vadon János             | Kész átverés, Kalandra fal, Vundersőn és Zuperszexi, Celeb vagyok, ments ki innen!                                    |
| Vágó István             | Pókerarc, Legyen Ön is Milliomos!                                                                                     |
| Vágó Piros              | Reggeli |
| Vajda Pierre            | Vendégséf |
| Valkó Eszter            | EgészségKalauz, Életmódkalauz, SütniCake, 06-81-320-320, 06-81-603-000, 06-91-33-44-55, 06-91-33-55-33, Reggeli Játék |
| Váncsa István           | Szellemvasút |
| Varga Miklós (Joe)      | Survivor |
| Vaszkó András           | Időjárás-jelentés |
| Véber István            | Időjárás-jelentés |
| Végh Ferenc             | Menetrend, Törzsutas, Kalandor                                                                                        |
| Világi Péter            | Havazin, Pénzügyesek, 06-81-320-320, Sztár Gokart                                                                     |
| Vízy András             | 100-ból egy |
| Wossala Rozina          | Profi a konyhámban, Reggeli                                                                                           |
| Zámbó Jimmy             | Péntek esti vígadó |

### Sportriporterek
| Név                 | Műsorai                                           |
| ------------------- | ------------------------------------------------- |
| Czollner Gyula      | Formula–1                                         |
| Gundel Takács Gábor | Magyarország–Olaszország vb-selejtező             |
| Gyulai Balázs       | műsorvezető, interjúk                             |
| Hajdú B. István     | ZTE–MU mérkőzés, 2006-os labdarúgó-világbajnokság |
| Héder Barna         | műsorvezető, Dakar-rali                           |
| Hethéssy Zoltán     | 2006-os labdarúgó-világbajnokság                  |
| Juni György         | Formula–1 (2002-ben)                              |
| Léderer Ákos        | labdarúgás, kézilabda, ökölvívás                  |
| Mérei Andrea        | sporthírek, műsorvezető                           |
| Palik László        | Formula–1 (2010-ig)                               |
| Pataky Tibor        | sporthírek, műsorvezető                           |
| Szabó Róbert        | Formula–1 szakkommentátor                         |
| Szujó Zoltán        | interjúk, műsorvezető, Dakar                      |
| Világi Péter        | 2006-os labdarúgó-világbajnokság                  |
| Walter Csaba        | Formula–1 szakkommentátor                         |
| Wéber Gábor         | Formula–1 szakkommentátor (2012-ig)               |

## Lefedettsége
Az RTL műsorát Magyarország minden műsorszolgáltatója az alapcsomag részeként továbbítja, valamint az Antenna Hungáriával aláírt hosszú távú szerződés értelmében ingyenesen érhető el az ország szinte teljes területén a One Földfelszíni TV szolgáltatás részeként.
Műsora a szolgáltatóknak köszönhetően minden magyarok által lakott országban, így például Románia, Szerbia és Szlovákia egész területén elérhető egy több csatornát tartalmazó vagy kiegészítő csomag részeként.

## Kritikák
Az RTL Klub, mint kereskedelmi csatorna jelentős számú populista és bulvárféle műsort sugároz, és ezen belül is nagy arányban sugároznak könnyű szórakoztató és valóságshow-kat. Ennek eredményeként számos tartalmat kritizáltak egyes médiakörök. A Törvényszék és az NMHH médiaszabályozó hatóság 2018-ban 143 000 000 forintig terjedő pénzbírságot szabott ki a 2010-ben sugárzott, hat év szünet után visszatérő Való Világ 4. évadában megjelenített nem megfelelő tartalom miatt. Az ilyen nem megfelelő tartalom közé tartoztak a grafikus képek, amelyek nem feleltek meg a műsorhoz rendelt minősítésnek, valamint a nyilvánosságra nem hozott termékmegjelenítés.
Az RTL 2023-ban a The Voice első adásában port kavart azzal, hogy az egyik (rap)előadásban elhangzik gúnyosan a nigger szó. A TASZ azt nyilatkozta a Magyar Nemzetnek – „Köszönjük a megkeresést. A TASZ jogi szakértelme nem terjed ki a tehetségkutató műsorokban, rapdalokban elhangzó kifejezések értékelésére. Az ügynek megítélésünk szerint nincs szabadságjogi vonatkozása, ezért nem kívánunk állást foglalni”. Viszont utólag ki is derült, hogy félreértésről volt szó, ugyanis valójában a "négyker" szó hangzott el a dalszövegben.
2023. novemberében nőgyalázó kijelentések hangzottak el az egyik műsorban szereplő játékostól, Tamástól.
2024 áprilisában öt Sztárbox epizódért 30 000 000 forintig terjedő bírságot szabott ki a Médiatanács az RTL-nek, a korhatári kategória és annak sugárzási időpontjára vonatkozó törvényi előírások megszegése miatt. Ezen felül a testület két korábban, januárban, illetve februárban meghozott határozatában már elmarasztalta a médiaszolgáltatót még két Sztárbox epizód miatt, ugyanazok előírások megszegéséért. Ezen felül a médiaszolgáltató vezető tisztségviselőjét pedig 50 000 forint bírsággal sújtotta a jogsértés ismételtsége miatt.